# Gobles
Gobles – miasto w Stanach Zjednoczonych, w stanie Michigan, w hrabstwie Van Buren.